# Flashlight (DJ Fresh)
Flashlight is een nummer van de Britse DJ Fresh uit 2014, ingezongen door de Britse zangeres Ellie Goulding. Het nummer verscheen op de deluxe editie van Halcyon Doys, de heruitgave van Gouldings tweede studioalbum Halcyon.
"Flashlight" gaat over een vrouw die slecht is behandeld door haar geliefde. Ze is hem zat en staat op het punt van hem te scheiden. Het nummer bereikte een bescheiden 47e positie in het Verenigd Koninkrijk. In Nederland bereikte de plaat een 18e positie in de Tipparade, en in Vlaanderen een 21e positie in de Tipparade.

## Tracklijst
- Muziekdownload

1. "Flashlight" 3:38